# 포마트룸
포마트룸(Pomatrum)은 지금의 중국 쿤밍시에서 발견된 고충동물이다. 포마트룸의 몸은 두 부분으로 나뉘어져 있다. 몸의 앞쪽 부분은 뒤쪽 부분보다 크다. 앞쪽 부분에는 양쪽에 5개의 구멍이 있는데, 이 구멍은 아가미로 추정된다. 몸의 뒤쪽 부분은 앞뒤로 갈수록 가늘어지며, 뒤쪽 끝에는 짧은 가시가 있다.